# امتحان الهی
امتحان الهی (انگلیسی: Quiz of God; کره‌ای: 신의 퀴즈) یک مجموعه تلویزیونی کره جنوبی سال ۲۰۱۰ است و اولین درام پزشکی قانونی جنایی در کره جنوبی است. این مجموعه از ۸ اکتبر ۲۰۱۰ تا ۱۰ ژانویه ۲۰۱۹ از اوسی‌ان برای پنج فصل پخش شد.